# 福満薫
福満 薫（ふくみつ かおる、別名義 = 水木 かおる（旧芸名））は、愛知県岡崎市出身の女優・歌手・MC。